# Juan Amat
Juan Amat Fontanals (Terrassa, 1946. július 10. – Terrasssa, 2022. május 12.) olimpiai ezüstérmes spanyol gyeplabdázó.

## Pályafutása
A Club Egara játékosa volt, ahol három bátyjával szerepelt. Legidősebb bátyja, Pedro Amat bronzérmet szerzett az 1960-as római olimpián.
Juan Amat 1968 és 1980 között négy olimpián vett részt. Hatodik, hetedik, majd megint hatodik lett a spanyol válogatottal. Legjobb eredményét az 1980-as moszkvai olimpián érte el, ahol ezüstérmet szerzett a csapattal.

## Sikerei, díjai
- Olimpiai játékok
  - ezüstérmes: 1980, Moszkva